# Broken Politics
Broken Politics è il quinto album solista della cantante Neneh Cherry, e il suo secondo prodotto da Four Tet. L'album è stato pubblicato il 19 ottobre 2018 ed è stato definito "più silenzioso e più riflessivo" rispetto al suo predecessore Blank Project. Il singolo principale, Kong, è stato pubblicato due mesi prima, e Shot Gun Shack è stato pubblicato come secondo singolo.
Broken Politics è stato registrato al Creative Music Studio di Woodstock, New York, che un tempo era stato usato dal patrigno di Cherry, il musicista jazz Don Cherry, e utilizza campioni tratti dalle registrazioni di Ornette Coleman, una collaboratrice di lunga data dell'anziana Cherry. Lo studio è stato fondato da un altro collaboratore dell'anziano Cherry, Karl Berger, che ha contribuito all'album; anche il partner di lunga data di Neneh Cherry, Cameron McVey, ha dato molti contributi.
Alcuni dei testi dell'album sono stati ispirati dal recente soggiorno di Cherry in Sierra Leone, dove ha organizzato i funerali del suo padre biologico, il musicista Ahmadu Jah, nel suo villaggio natale. L'album affronta anche la situazione politica contemporanea nel 2018. Con Cherry afferma: "È difficile, è un periodo piuttosto buio, è difficile non attingere alle cose che stanno accadendo, ma anche se provo rabbia, tristezza e tristezza, io Sono anche costretto ad avere una certa positività, è importante reagire nella direzione opposta." In un'altra intervista, Cherry ha descritto ulteriormente il tema dell'album:" Mi piace scrivere da una prospettiva personale, e il tempo in cui viviamo è così tanto da trovare la propria voce. Le persone sono state lasciate in preda alla disperazione, incomprese e disilluse. Che cazzo posso fare? Forse la politica inizia nella tua camera da letto, o nella tua casa - una forma di attivismo e una responsabilità. su tutte queste cose: sentirsi distrutto, deluso e triste, ma avere perseveranza, è una lotta contro l'estinzione del libero pensiero e dello spirito."
Su Metacritic, che assegna una valutazione media ponderata su 100 con recensioni di critici tradizionali, l'album ha un punteggio medio di 81 basato su 15 recensioni, che indica "un plauso universale". AllMusic ha descritto l'album come "profondamente meditativo, che spesso implica o esprime direttamente il dolore per le afflizioni planetarie radicate nella paura", pur mantenendo la ben nota "serie di provocazioni" di Cherry. La rivista musicale The Muse ha definito l'album "forse il più forte e più sofisticato [di Cherry] - un po' vivido, sensibile e lungimirante come Joni Mitchell nella metà degli anni '70", e concluse: "Broken Politics espande tranquillamente il concetto di ciò che un album di un cantautore assomiglia al 2018". Rolling Stone ha dato all'album una recensione positiva, affermando che "Neneh Cherry ha sempre piegato gli stili per servire i propri scopi. Lo sta ancora facendo su Broken Politics, che ripiega le ossessioni musicali di una carriera in un singolo insieme [di brani]. La sua mente, per abitudine, si rivolge alle nostre cazzate globali, senza istrionismo, ma con sincere e chiare riflessioni, tristezza, giocosità e risolutezza".

## Tracce
1. Fallen Leaves – 3:20
2. Kong – 4:25
3. Poem Daddy – 0:49
4. Synchronized Devotion – 4:08
5. Deep Vein Thrombosis – 4:32
6. Faster Than the Truth – 3:47
7. Natural Skin Deep – 4:41
8. Shot Gun Shack – 3:58
9. Black Monday – 4:42
10. Cheap Breakfast Special – 1:09
11. Slow Release – 5:42
12. Soldier – 4:55